# Retábulo de Beaune
O Retábulo de Beaune (c. 1445–50), também designado por O Juízo Final, é um políptico de grandes dimensões do pintor flamengo Rogier van der Weyden. É uma pintura a óleo sobre carvalho, com algumas partes transferidas para tela. O retábulo consiste de 15 painéis; seis destes estão pintados em ambos os lados. Mantém algumas das suas molduras originais.

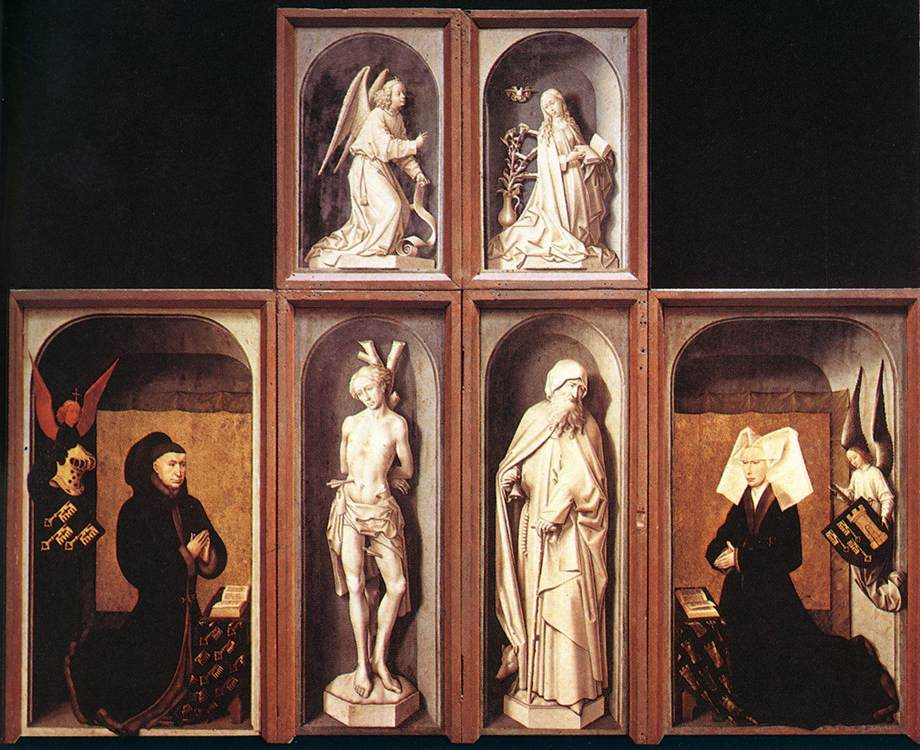
Vista com as alas fechadas de seis painéis, com os doadores ajoelhados nas alas externas.

Seis painéis exteriores (ou estores) são articulados e, quando fechados, mostram uma vista exterior de santos e dos doadores. Os painéis interiores contêm cenas do Juízo Final e estão organizados em dois grupos. O grande painel central que separa os dois registos, mostra Cristo sentando num arco-íris em pose de julgamento, com o seus pés em cima de um globo dourado. Por baixo dele, o anjo Miguel segura numa balança enquanto pesa as almas. O painel mais à direita de Cristo mostra os portões do Céu; e o painel mais à esquerda a entrada para o Inferno. Os painéis de baixo formam uma paisagem contínua, com as figuras a movimentarem-se a partir do painel central para o seu destino final depois de terem recebido a sua sentença.
O retábulo foi encomendado em 1443 para o Hôtel-Dieu de Beaune, um hospital para pobres, por Nicolas Rolin, chanceler do Ducado da Borgonha, e pela sua esposa Guigone de Salins, que se encontra sepultada de fronte para o local original do retábulo no hospício. Este trabalho é um dos mais ambiciosos de van der Weyden tal como o seu Deposição da Cruz , no Museu do Prado, e o desaparecido Justiça de Trajano e Herkinbald. O retábulo ainda se encontra no hospital, embora numa posição diferente. O seu estado de conservação é mau, tendo sido removido no século XX para o proteger da luz direta do sol, e dos cerca de 300 000 visitantes anuais. Sofre de perda acentuada da tinta, do escurecimento das suas cores, e acumulação de sujidade. Mais ainda, uma pesada camada de tinta foi aplicada durante uma restauração. Os dois lados pintados dos painéis exteriores foram separados para poderem ser mostrados em simultâneo; tradicionalmente, os estores só eram abertos em alguns domingos e feriados religiosos.

## Descrição da obra

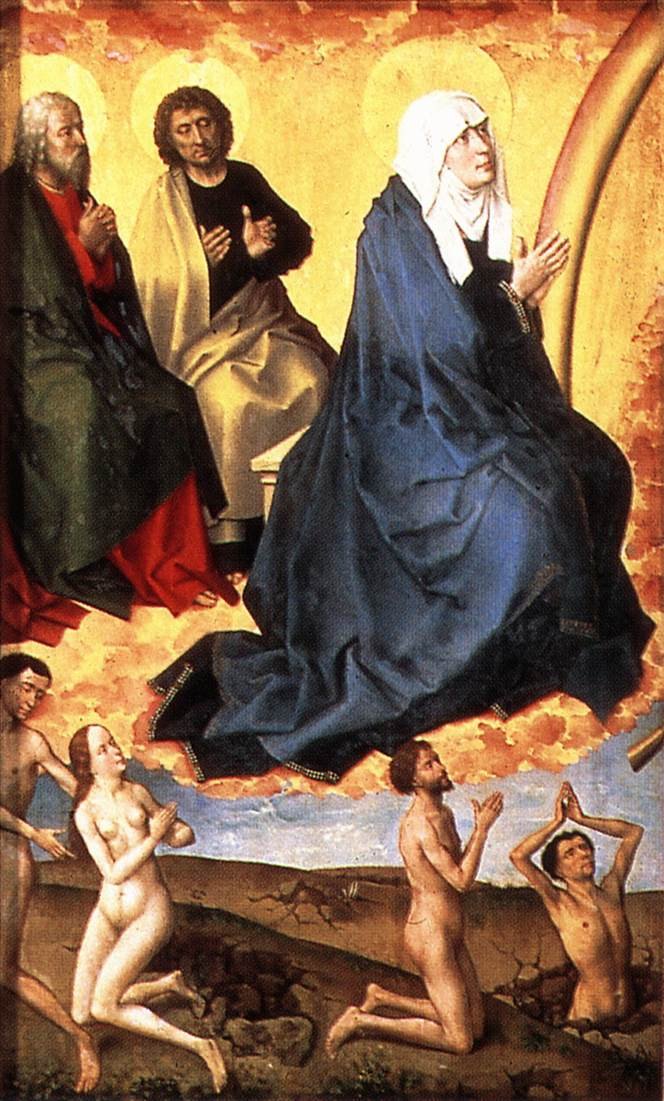
Van der Weyden desconsiderou a divisão entre os painéis; no canto superior esquerdo, as vestes do apóstolo se estendem para o painel adjacente, no canto inferior esquerdo, um homem parece estar cortado ao meio, e à direita, a ponta da trombeta de um anjo é visível.

O retábulo mede 220 cm × 548 cm e é composto por quinze pinturas separadas distribuídas em nove painéis, dos quais seis são pintados em ambos os lados. Quando as folhas são abertas, o espectador tem acesso aos vastos painéis internos do Juízo Final. Estes documentam os possíveis destinos espirituais dos espectadores: a possibilidade de alcançar o Céu ou o Inferno, salvação ou danação; alternativas marcantes apropriadas para um hospício. Quando as asas exteriores (ou folhas) estão fechadas, as pinturas exteriores (em dois painéis superiores e quatro inferiores) ficam visíveis. Os painéis exteriores servem como um monumento funerário para os doadores. A historiadora de arte Lynn Jacobs acredita que a "função dual da obra explica a escolha do tema do Último Julgamento em seu interior".
Quando as folhas estão fechadas, o políptico assemelha-se à parte superior de uma cruz. O painel central elevado proporciona espaço adicional para uma cena narrativa que pode retratar uma visão celestial, uma figura grande, ou uma crucificação, com espaço para que a cruz se estenda acima dos outros painéis. Van Der Weyden transmite a esfera celestial no painel vertical alto, enquanto o mundo terreno é relegado aos painéis do registro inferior e à visão exterior. Além disso, a forma em T remete às configurações típicas das igrejas góticas, onde as naves frequentemente se estendiam além das alas até o abside ou coro. A iconografia dos painéis exteriores é ambientada no reino terreno, com os doadores e os santos pintados em grisalha, imitando escultura. Assim, a obra distingue claramente entre as figuras dos reinos divino, terrestre e infernal.

### Painéis Internos

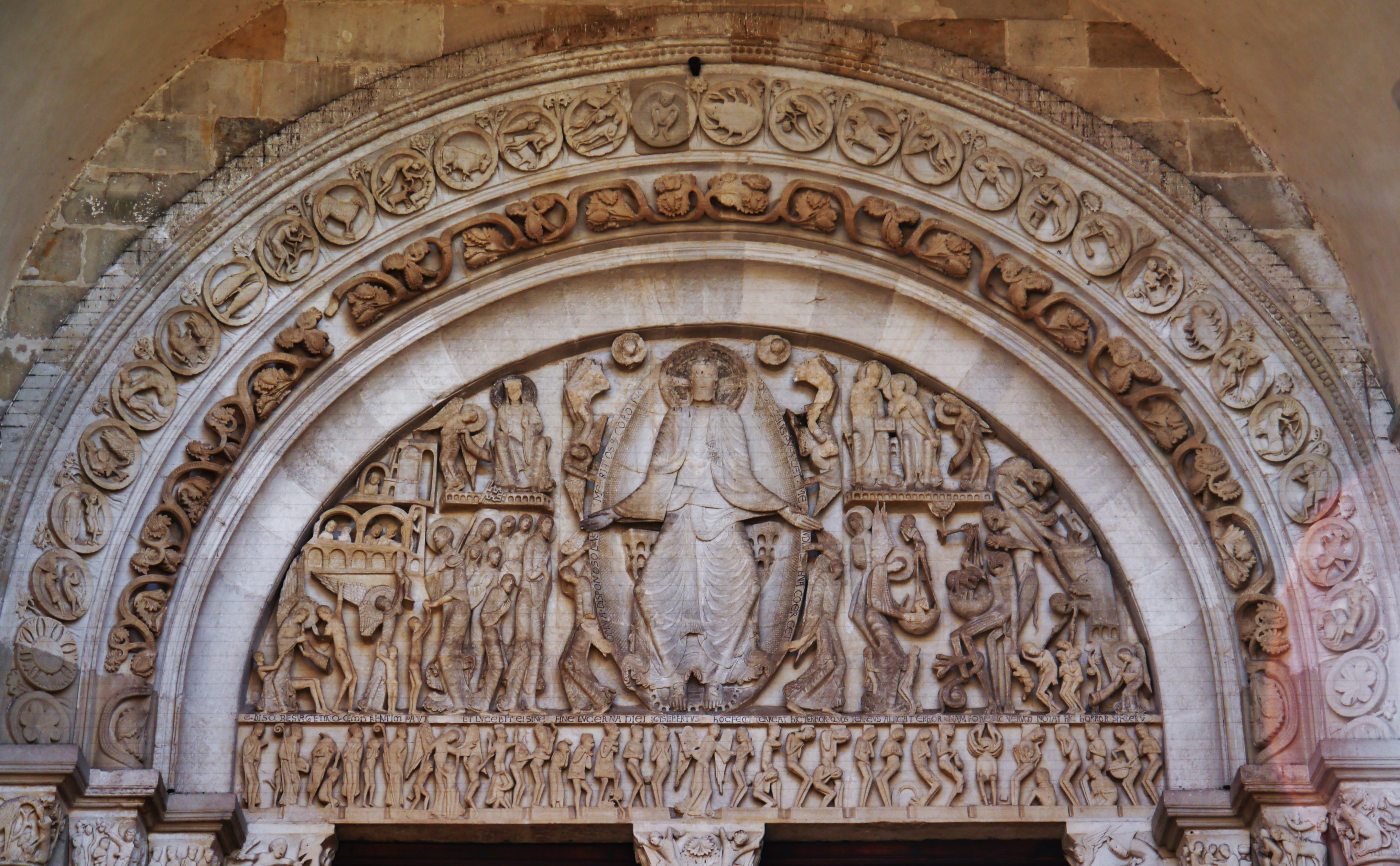
O Último Julgamento de Gislebertus, no tímpano oeste da Catedral de Autun, é uma famosa obra de arte do século XII. Esculpido por Gislebertus, um dos mestres da arte românica, o tímpano apresenta a cena do Juízo Final, uma representação poderosa e simbólica da separação das almas abençoadas e condenadas.

Assim como no Tríptico de Braque, de Van Der Weyden, a paisagem de fundo e o arranjo das figuras se estendem pelos painéis individuais do registro inferior, a ponto de as separações entre os painéis serem ignoradas. Há casos de figuras pintadas atravessando dois painéis adjacentes, enquanto Cristo e São Miguel estão confinados dentro do único painel central, o que destaca a iconografia. A esfera celestial, para a qual os salvos se dirigem, é dramaticamente apresentada com um "fundo dourado radiante, que abrange quase toda a largura do retábulo".
O registro inferior representa a Terra e contém os portões do Céu e do Inferno. A figura imponente de Cristo indica que o "reino do céu está prestes a começar". A distinção entre os reinos terreno e celestial cria uma sensação de ordem, e Cristo "emana calma e controle", além de transmitir um senso de equilíbrio e movimento por todo o retábulo.
A apresentação dos mortos ressuscitados nos cinco painéis inferiores remete a um tímpano gótico, especificamente o da Catedral de Autun. Rolin provavelmente estava familiarizado com as entradas da Catedral de Autun, o que pode ter influenciado sua encomenda de um Juízo Final para o hospício. Além disso, Rolin tinha conhecimento da liturgia associada à Missa pelos Mortos e provavelmente conhecia as cenas do Juízo Final associadas à Missa, presentes em manuscritos iluminados do século XV, como o Juízo Final em página inteira nas Horas de Catarina de Cleves, que mostra Cristo em posição semelhante, sentado acima dos mortos enquanto eles ressurgem de suas sepulturas.

#### Registro Superior

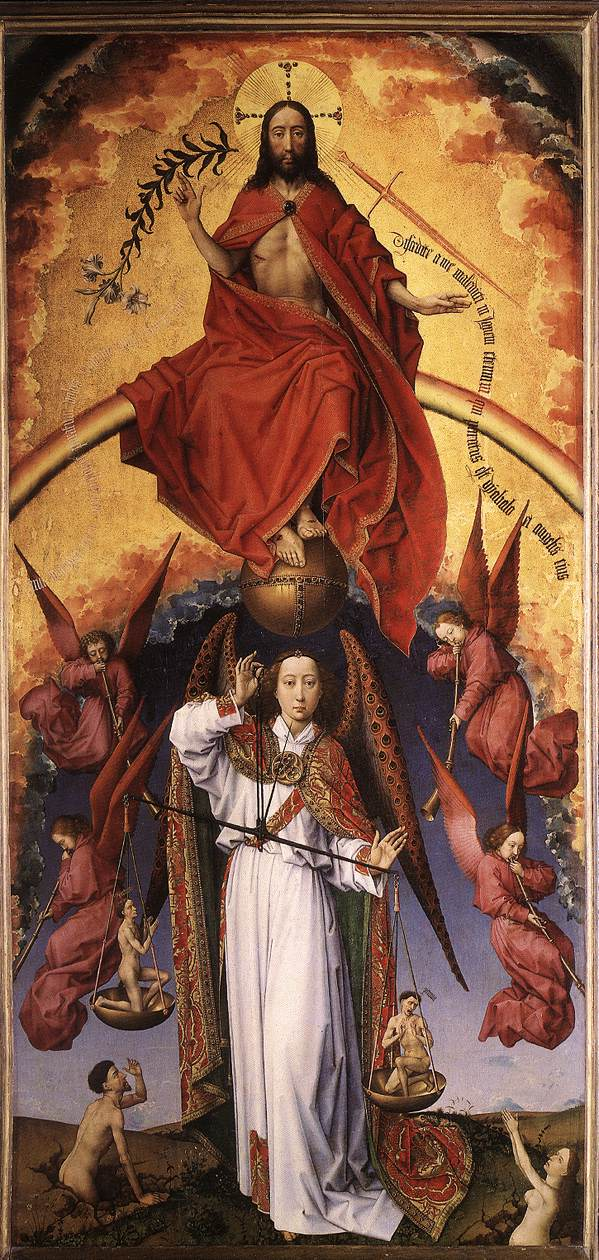
Jesus Cristo e o Arcanjo Miguel no julgamento. Os abençoados estão à direita de Cristo, enquanto os condenados estão à sua esquerda.

Cristo se senta em julgamento no painel central superior. Ele segura um lírio com a mão direita e uma espada com a mão esquerda, e se encontra sobre um arco-íris que se estende por dois painéis, com os pés descansando sobre uma esfera. Sua mão direita está levantada em um gesto de benção, enquanto a mão esquerda está abaixada. Esses gestos indicam o ato de julgamento; ele está decidindo se os corpos ressuscitados serão enviadas para o Céu ou para o Inferno, e seus gestos ecoam a direção e o posicionamento das balanças seguradas pelo Arcanjo Miguel abaixo dele. As palmas das mãos de Cristo estão abertas, revelando as feridas que ele sofreu ao ser pregado na cruz, enquanto seu manto se abre em alguns pontos, tornando visível a lesão causada pela lança, de onde jorra sangue vermelho escuro.
O rosto de Cristo é idêntico ao da representação no Tríptico de Braque, concluído poucos anos depois, em 1452. Cristo, colocado tão alto no espaço pictórico e abrangendo ambos os registros, orquestra toda a composição dos painéis internos. Enquanto os Últimos Julgamentos anteriores poderiam parecer caóticos, aqui ele traz uma sensação de ordem.

O Arcanjo Miguel, como a personificação e o canal da justiça divina, está posicionado diretamente abaixo de Cristo, sendo a única figura a alcançar tanto o Céu quanto a Terra. Ele apresenta uma expressão impassível enquanto segura um par de balanças para pesar as almas. De forma incomum para a arte cristã, os condenados pesam mais do que os abençoados; as balanças de Miguel têm apenas uma alma em cada prato, mas o prato esquerdo se inclina abaixo do direito. Miguel recebe uma ênfase incomum em um Juízo Final para o período, e sua presença poderosa enfatiza a função da obra em um hospício e sua preocupação com a liturgia da morte. Seus pés estão posicionados como se ele estivesse avançando, prestes a sair da tela, e ele olha diretamente para o observador, criando a ilusão de que está julgando não apenas as almas na pintura, mas também o próprio espectador.

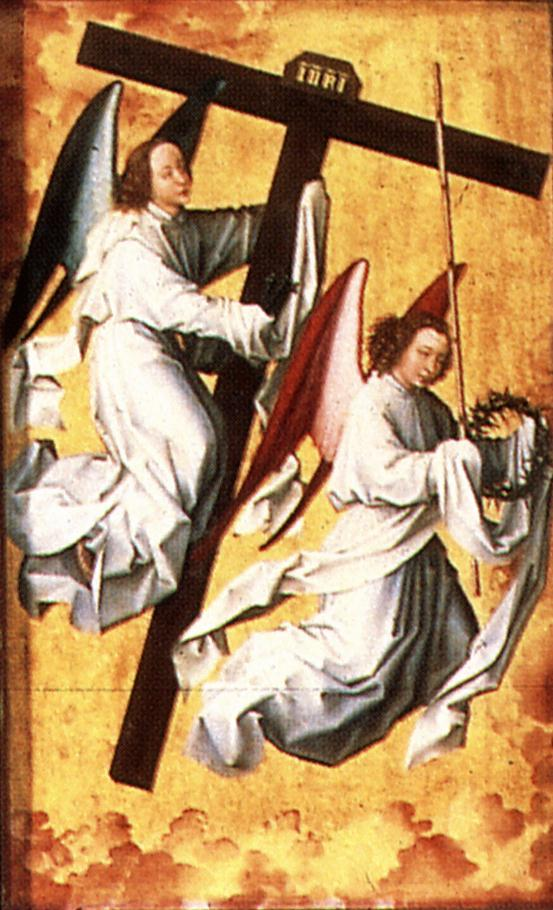
Anjos segurando símbolos da Paixão
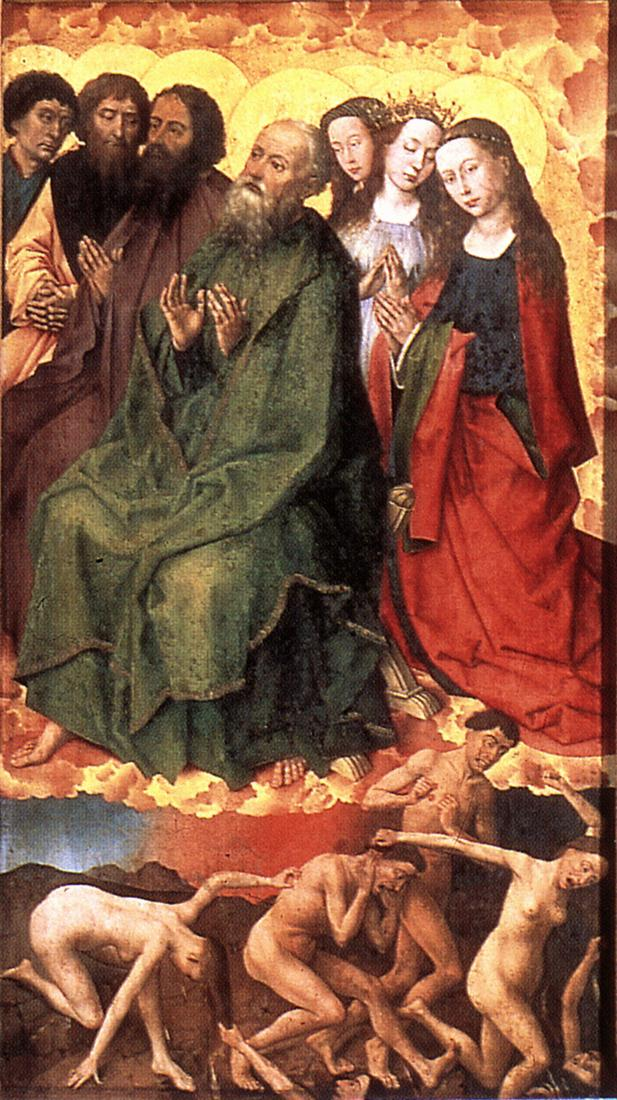
Deesis à esquerda de Cristo
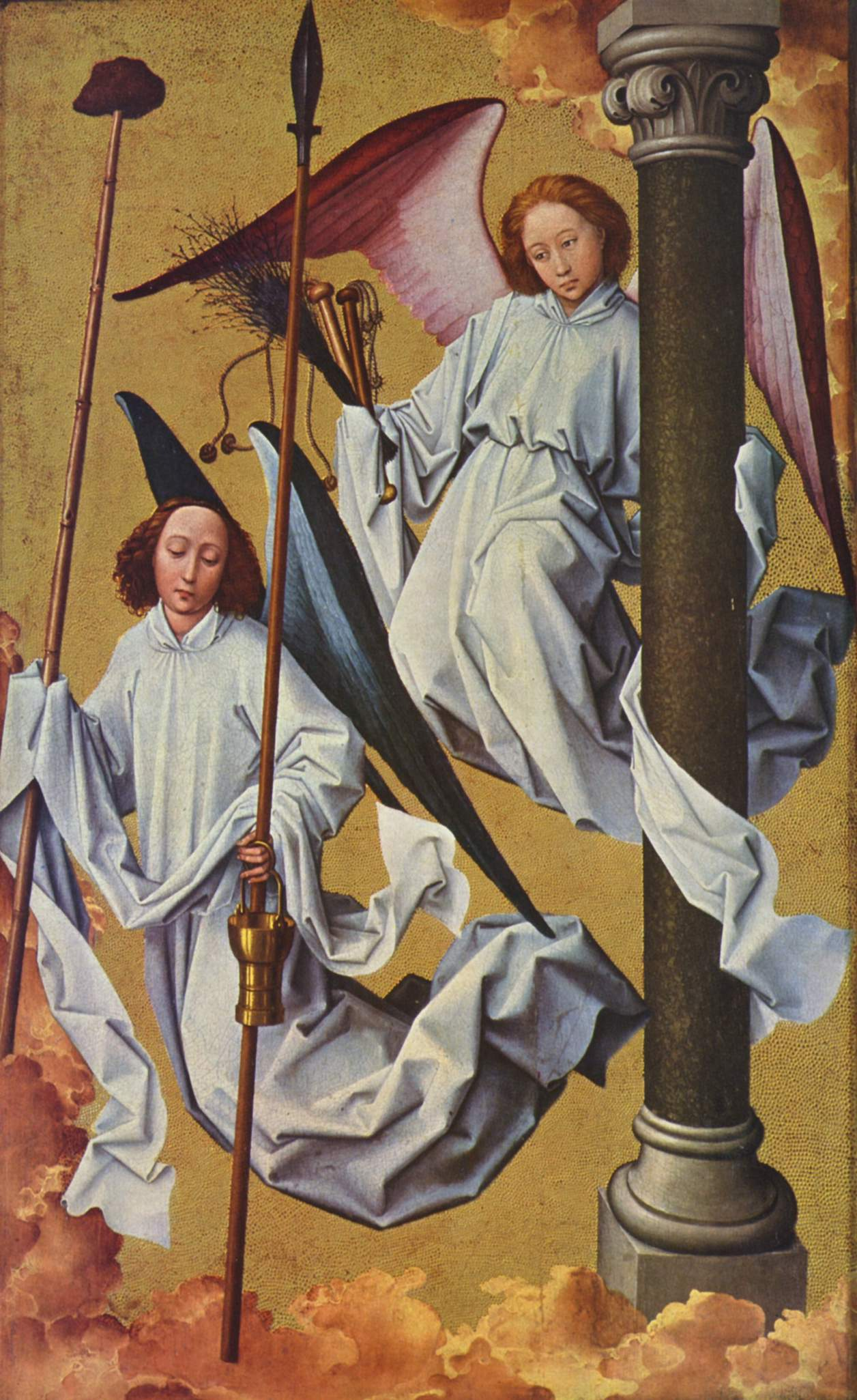
Dois anjos carregando o pilar no qual Cristo foi flagelado

Miguel, assim como Sebastião e Antônio, era um santo protetor contra a peste, e sua imagem estaria visível para os pacientes através das aberturas da tela perfurada enquanto estavam deitados em suas camas. Ele é retratado com elementos iconográficos associados ao Juízo Final,  e, vestido com um manto vermelho e tecidos dourados entrelaçados sobre uma alba branca brilhante, é de longe a figura mais colorida nos painéis inferiores, "hipnoticamente atraindo o olhar do espectador", segundo Lane. Ele está cercado por quatro querubins tocando trombetas para chamar os mortos ao seu destino final. O papel de Miguel no Juízo Final é enfatizado através do uso de cores por Van Der Weyden: a alva branca reluzente de Miguel contrasta com as vestes vermelhas dos querubins, situadas contra um céu azul logo abaixo das nuvens douradas do Céu.
Ambas as asas do registro superior contêm um par de anjos segurando instrumentos da Paixão. Esses incluem uma lança, uma coroa de espinhos e um bastão com uma esponja embebida em vinagre. Os anjos estão vestidos com vestes litúrgicas brancas, incluindo uma alva e um amito.
Abaixo de Miguel, as almas se apressam para a esquerda e para a direita. Os salvos caminham em direção aos portões do Céu, onde são recebidos por um santo; os condenados chegam à boca do Inferno e caem em massa para a danação. As almas equilibradas nas balanças estão nuas. Os abençoados olham para Cristo, enquanto os banidos olham para baixo. Reforçando isso, está a palavra acima da figura no prato mais leve, à esquerda do espectador, VIRTUTES (Virtudes), e PECCATA (pecados) acima da figura inferior no prato mais pesado. As balanças estão inclinadas na mesma direção que a espada de Cristo.

#### Registro Inferior
A Virgem Maria, São João Batista, os doze Apóstolos e uma variedade de dignitários estão posicionados em uma Deësis, de cada lado de Miguel. Os apóstolos estão sentados em um semicírculo; São Pedro está vestido de vermelho, à extrema esquerda, e São Paulo, vestido de verde, está à extrema direita. Os sete dignitários com auréolas, vestidos com roupas contemporâneas, são não identificados, mas incluem um rei, um papa, um bispo, um monge e três mulheres. Em vez de tipos representativos gerais, eles são retratos de indivíduos específicos não identificados, de acordo com Shirley Blum.

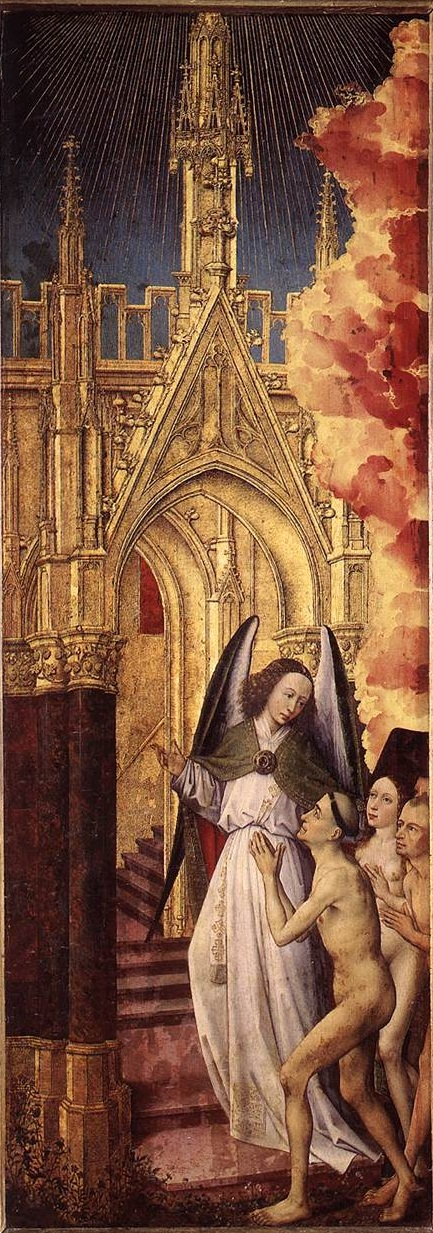
Entrada do Céu

Os mortos ressurgem de suas sepulturas ao redor dos pés de Miguel; alguns emergem para caminhar em direção ao Céu, outros em direção ao Inferno. Eles estão em uma escala dramaticamente reduzida em comparação com os santos. Lorne Campbell observa que os painéis indicam uma visão profundamente pessimista da humanidade, com os condenados superando em número os salvos, especialmente em comparação com o painel de Colônia de Stefan Lochner, onde os salvos se aglomeram em torno do portão do Céu.
As almas passam por uma transformação gradual à medida que se movem de painel para painel. Aqueles que ressurgem de suas sepulturas aos pés de Miguel mostram pouca expressão, mas se tornam mais animados à medida que se movem para os lados; o horror e a desesperação tornam-se especialmente visíveis nos rostos dos condenados enquanto se dirigem para o Inferno.
À esquerda, os salvos têm, segundo Jacobs, "as mesmas expressões beatíficas", mas suas posturas mudam gradualmente de voltadas para Cristo e Miguel para olhar em direção ao portão do Céu, de maneira mais notável com o casal abaixo de Maria, onde o homem desvia o olhar da mulher de Miguel, em direção ao Céu. Isso contrasta com outro casal no painel oposto, que se dirige para o Inferno; a mulher está encurvada enquanto o homem levanta sua mão em vão para implorar a Deus por misericórdia.
O Céu é representado por uma entrada para a Cidade Celestial, que segue um estilo gótico contemporâneo iluminado por longos e finos raios de luz. Os salvos se aproximam com as mãos unidas em oração e são recebidos na entrada por um anjo. Somente algumas almas passam pelas portas celestiais de cada vez. A imagem de uma igreja como uma representação terrena do Céu foi popularizada no século XIII por teólogos como Durando; a porta para o Céu nesta obra se assemelha à entrada do hospício de Beaune. O caminho para o Céu é claramente mostrado como uma igreja dourada – os salvos sobem uma escada, viram à direita e desaparecem de vista. Ela está totalmente enclausurada em um único painel, enquanto o Inferno se estende para o painel adjacente, talvez sugerindo que o pecado contamina tudo ao seu redor.

Van der Weyden retrata o Inferno como um lugar sombrio e lotado, com fogos tanto próximos quanto distantes e paredes rochosas íngremes. Os condenados caem desesperadamente nele, gritando e chorando. Os pecadores entram no Inferno com a cabeça abaixada, arrastando uns aos outros enquanto caminham. Tradicionalmente, uma pintura do Juízo Final retrataria os condenados atormentados por espíritos malévolos; no entanto, aqui as almas são deixadas sozinhas, sendo a única evidência de seu tormento as expressões em seus rostos.

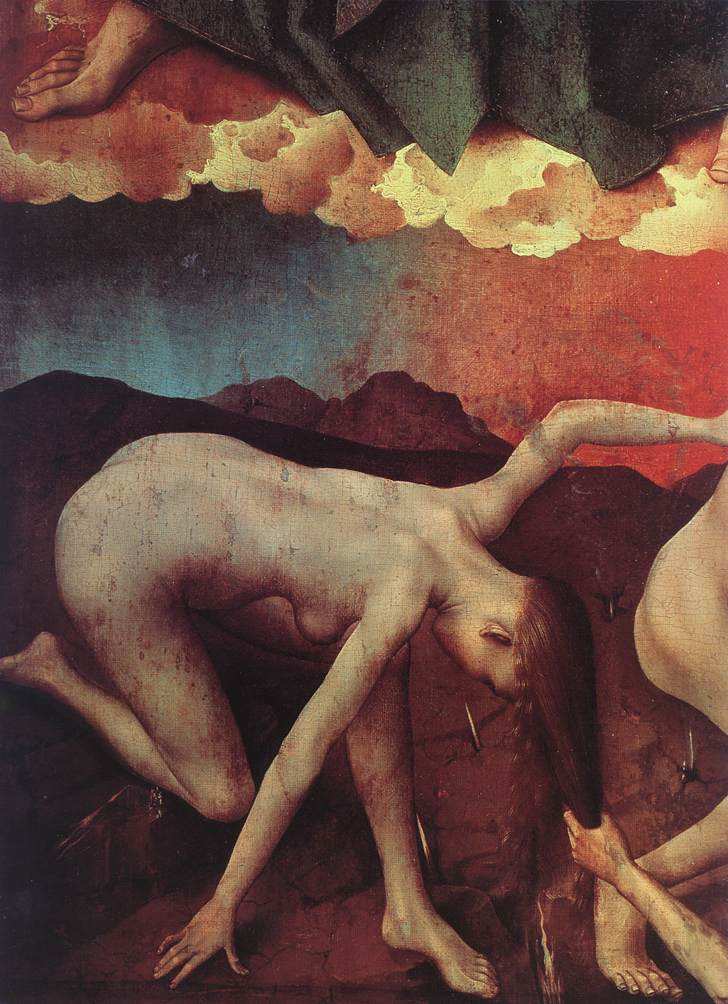
Os condenados caminham em direção ao Inferno.
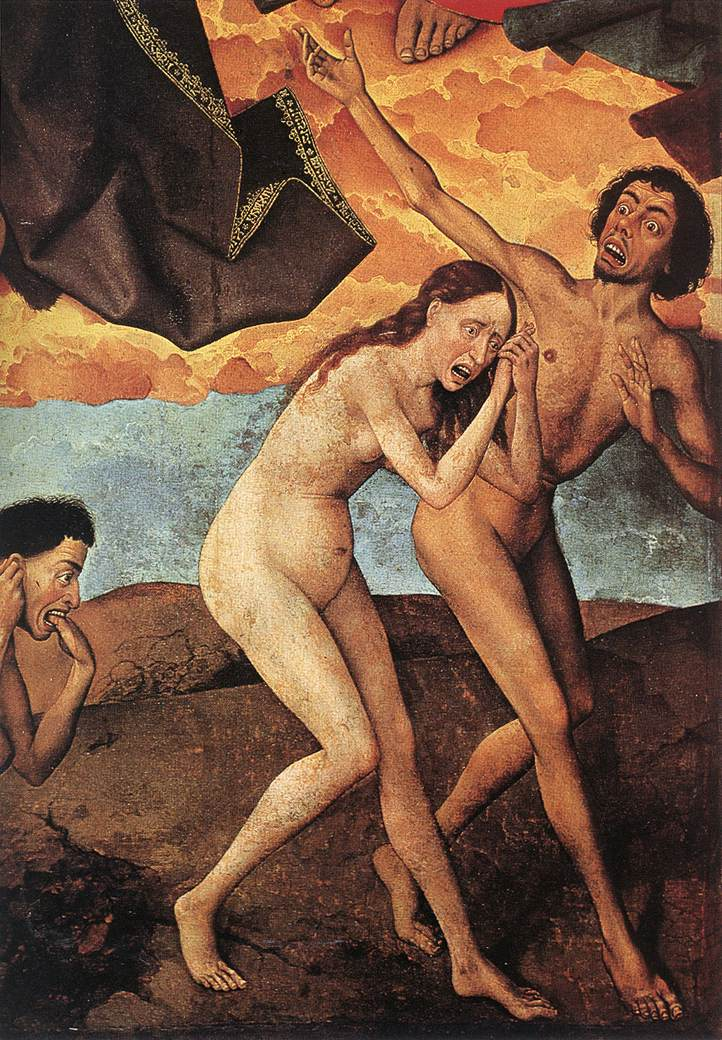
Os condenados antes de sua queda.
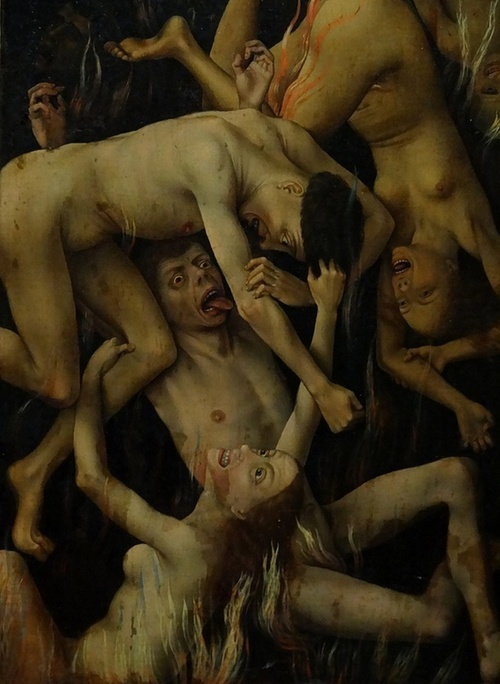
Os condenados, amontoados, caem no Inferno.

A paisagem infernal é pintada de maneira a instigar terror, mas sem demônios. Erwin Panofsky foi o primeiro a mencionar essa ausência e propôs que van der Weyden optou por transmitir o tormento de maneira interna, em vez de através de descrições elaboradas de demônios e criaturas malignas. Ele escreveu: "O destino de cada ser humano... inevitavelmente segue seu próprio passado, e a ausência de qualquer instigador externo do mal nos faz perceber que a principal tortura dos condenados não é tanto a dor física, mas uma consciência perpétua e intoleravelmente aguçada de sua condição". De acordo com Bernhard Ridderbos, van der Weyden acentuou o tema ao "restringir o número de mortos e tratá-los quase como indivíduos. À medida que os condenados se aproximam do abismo do Inferno, eles se tornam cada vez mais comprimidos."

### Painéis Exteriores

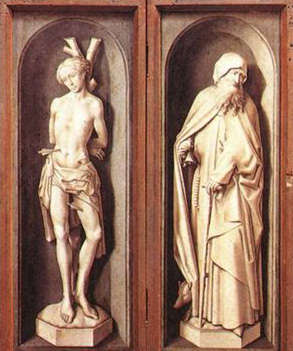
Detalhe mostrando os Santos Sebastião e Antônio

Os seis painéis exteriores consistem em duas asas de doadores, duas com santos e dois painéis com Gabriel se apresentando a Maria. Os doadores estão nas asas externas, ajoelhados diante de seus livros de oração. Quatro imitações de estátuas em grisaille compõem os painéis internos. Os dois inferiores retratam São Sebastião e São Antônio. São Sebastião era o santo das pestes e um intercessor contra epidemias, e São Antônio, o santo padroeiro das doenças de pele e do ergotismo, então conhecido como o Fogo de São Antônio. Os dois santos tinham fortes associações com a corte borgonhesa: Filipe, o Bom, nasceu no dia de São Antônio, teve um filho ilegítimo chamado Antônio, e dois dos filhos de Rolin se chamavam Antônio. São Sebastião era o santo padroeiro da Ordem do Tosão de Ouro de Filipe, o Bom.
Os dois pequenos painéis do registro superior mostram uma cena convencional da Anunciação, com a habitual pomba representando o Espírito Santo. As duas séries de painéis, ao contrário dos do interior, são composicionalmente muito diferentes. As figuras ocupam nichos claramente separados, e os esquemas de cores dos santos em grisaille e dos doadores contrastam fortemente.
Como muitos polípticos do meio do século XV, os painéis exteriores se inspiram fortemente no Retábulo de Gante, concluído em 1432. O uso de grisaille é emprestado dessa obra, assim como o tratamento da Anunciação. Van der Weyden usa iconografia no exterior de Beaune que não é encontrada em suas outras obras, sugerindo que Rolin pode ter pedido que o retábulo seguisse o exemplo de van Eyck. No entanto, Van der Weyden não se limitou a imitar, e organizou os painéis e figuras de forma concentrada e compacta. Jacobs escreve que "o exterior apresenta a renderização pictórica mais consistente de escultura trompe l'oeil até hoje". O pergaminho de Gabriel e o lírio de Maria parecem ser feitos de pedra; as figuras projetam sombras contra o fundo de seus nichos, criando uma sensação de profundidade que acrescenta à ilusão.

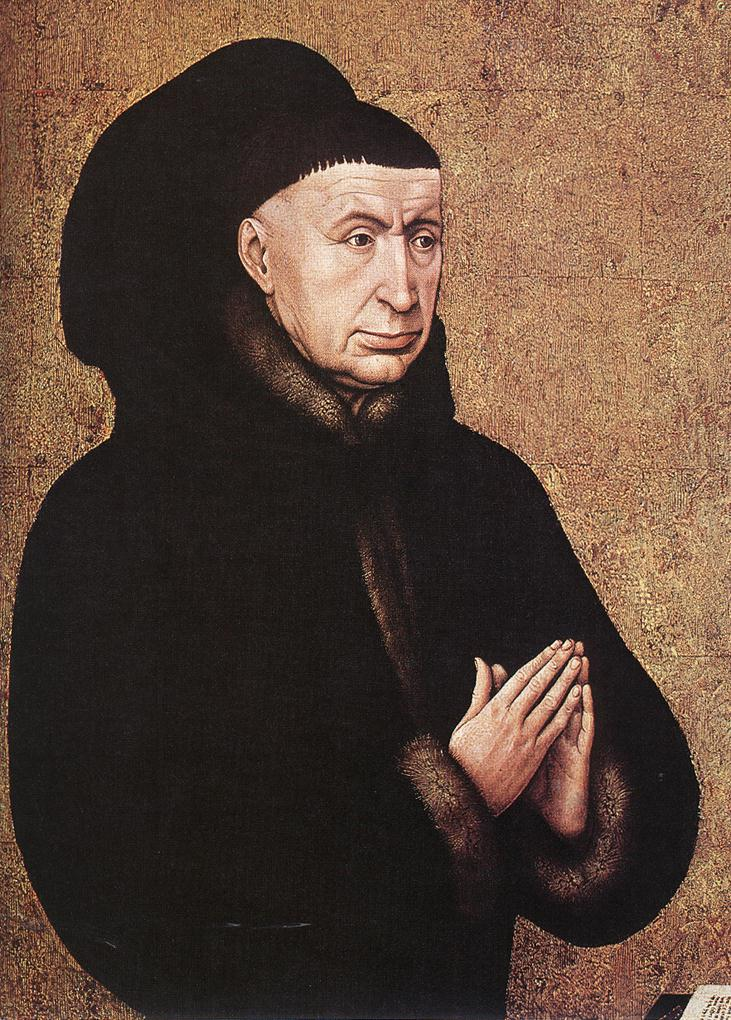
Detalhe de Nicolas Rolin em oração, vestindo robes pretos forrados de pele

Os painéis exteriores são monótonos, de acordo com Blum, que escreve que no painel de Rolin a figura mais colorida é o anjo vermelho, que, com seu capacete dourado e chaves, "emerge como uma aparição". Rolin e de Salins podem ser identificados pelos escudos de armas segurados pelos anjos; o marido e a esposa estão ajoelhados em prie-dieux cobertos com tecido (altares portáteis) exibindo seus emblemas. Embora De Salins fosse reputadamente piedosa e caridosa, e talvez até o impulso para a construção do hospício, ela é colocada à direita exterior, tradicionalmente considerada uma posição inferior associada ao Inferno, ligando-a a Eva, o pecado original e a Queda do homem.

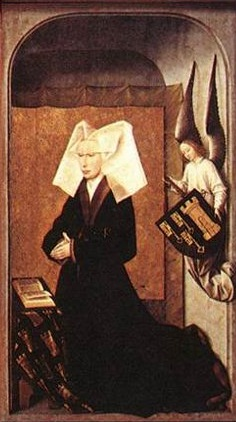
Detalhe de Guigone de Salins, que está sepultada em frente ao local original do retábulo no hospício.

Van Eyck já havia retratado Rolin na Madona do Chanceler Rolin, c. 1435, e o patrono é reconhecível dessa obra; ambos os retratos mostram lábios semelhantes, um queixo grande e orelhas um pouco pontudas. No retrato de van Eyck, Rolin é apresentado talvez de maneira pomposa e arrogante; aqui – dez anos depois – ele parece mais reflexivo e preocupado com a humildade. Campbell observa de forma irônica que van der Weyden pode ter sido capaz de disfarçar a feiúra e a idade do retratado, e que a forma incomum de sua boca pode ter sido minimizada. Ele escreve que enquanto "van Eyck registrou impassivelmente, van der Weyden impôs uma visão estilizada e altamente pessoal do sujeito". A representação de van Eyck provavelmente era a mais precisa; van der Weyden embelezou, principalmente alongando o nariz, ampliando os olhos e levantando as sobrancelhas.